# 대한민국의 훈장
대한민국의 훈장(勳章)에는 다음과 같은 종류가 있다.

## 무궁화대훈장
무궁화대훈장(無窮花大勳章, Grand Order of Mugunghwa)은 대통령 및 그 배우자, 우방국의 국가원수 및 그 배우자 또는 대한민국의 발전과 안전보장에 기여한 공적이 뚜렷한 전직 우방국 국가원수 및 그 배우자에게 수여하며 등급은 없다.
- 무궁화대훈장(無窮花大勳章)   

## 건국훈장
건국훈장(建國勳章, Order of Merit for National Foundation)은  대한민국의 건국에 공로가 뚜렷하거나, 국가의 기초를 공고히 하는 데에 이바지한 공적이 뚜렷한 자, 황족, 왕족, 국회의원 등에게 수여한다.
- 1등급 대한민국장(大韓民國章)   
- 2등급 대통령장(大統領章)   
- 3등급 독립장(獨立章)   
- 4등급 애국장(愛國章)   
- 5등급 애족장(愛族章)   

## 국민훈장
국민훈장(國民勳章, Order of Civil Merit)은 정치·경제·사회·교육·학술 분야에 공적을 세워 국민의 복지 향상과 국가 발전에 기여한 공적이 뚜렷한 자에게 수여한다.
- 1등급 무궁화장(無窮花章)   
- 2등급 모란장(牡丹章)   
- 3등급 동백장(冬柏章)   
- 4등급 목련장(木蓮章)   
- 5등급 석류장(石瑠章)   

## 무공훈장
무공훈장(武功勳章, Order of Military Merit)은 전시 또는 이에 준하는 비상사태 하에서 전투에 참가하여 뚜렷한 무공을 세운 자에게 수여한다.
- 1등급 태극(太極)   
- 2등급 을지(乙支)   
- 3등급 충무(忠武)   
- 4등급 화랑(花郎)   
- 5등급 인헌(仁憲)   

## 근정훈장
근정훈장(勤政勳章, Order of Service Merit)은 공무원(군인 및 군무원을 제외) 및 사립학교의 교직원으로서 직무에 정려하여 공적이 뚜렷한 자에게 수여한다.
- 1등급 청조(靑條)   
- 2등급 황조(黃條)   
- 3등급 홍조(紅條)   
- 4등급 녹조(綠條)   
- 5등급 옥조(玉條)   

## 보국훈장
보국훈장(保國勳章, Order of National Security Merit)은 국가 안전보장에 뚜렷한 공을 세운 자에게 수여한다.
- 1등급 통일장(統一章)   
- 2등급 국선장(國仙章)   
- 3등급 천수장(天授章)   
- 4등급 삼일장(三一章)   
- 5등급 광복장(光復章)   

## 수교훈장
수교훈장(修交勳章, Order of Diplomatic Service Merit)은 국권의 신장 및 우방과의 친선에 공헌이 뚜렷한 자에게 수여한다. 수교훈장은 5등급으로 나뉘며 1등급 중 광화대장은 외국의 수상급 이상, 광화장은 대사급 이상자에게 수여한다.
- 1등급 광화대장/광화장(光化大章/光化章)    
- 2등급 흥인장(興仁章)   
- 3등급 숭례장(崇禮章)   
- 4등급 창의장(彰義章)   
- 5등급 숙정장(肅靖章)   

## 산업훈장
산업훈장(産業勳章, Order of Industrial Service Merit)은 국가 산업 발전에 기여한 공적이 뚜렷한 자에게 수여한다.
- 1등급 금탑(金塔)   
- 2등급 은탑(銀塔)   
- 3등급 동탑(銅塔)   
- 4등급 철탑(鐵塔)   
- 5등급 석탑(錫塔)   

## 새마을훈장
새마을훈장(새마을勳章, Order of Saemaeul Service Merit)은 새마을운동을 통하여 국가 사회 발전에 기여한 공적이 뚜렷한 자에게 수여한다.
- 1등급 자립장(自立章)   
- 2등급 자조장(自助章)   
- 3등급 협동장(協同章)   
- 4등급 근면장(勤勉章)   
- 5등급 노력장(努力章)   

## 문화훈장
문화훈장(文化勳章, Order of Cultural Merit)은 문화·예술 발전에 공을 세워 국민 문화 향상과 국가 발전에 기여한 공적이 뚜렷한 자에게 수여한다.
- 1등급 금관(金冠)   
- 2등급 은관(銀冠)   
- 3등급 보관(寶冠)   
- 4등급 옥관(玉冠)   
- 5등급 화관(花冠)   

## 체육훈장
체육훈장(體育勳章, Order of Sport Merit)은 체육 발전에 공을 세워 국민 체육 향상과 국가 발전에 기여한 공적이 뚜렷한 자에게 수여한다.
- 1등급 청룡장(靑龍章)   
- 2등급 맹호장(猛虎章)   
- 3등급 거상장(巨象章)   
- 4등급 백마장(白馬章)   
- 5등급 기린장(麒麟章)   

## 과학기술훈장
과학기술훈장(科學技術勳章, Order of Science and Technological Merit)은 과학기술 발전에 기여한 공적이 뚜렷한 자에게 수여한다.
- 1등급 창조장(創造章)   
- 2등급 혁신장(革新章)   
- 3등급 웅비장(雄飛章)   
- 4등급 도약장(跳躍章)   
- 5등급 진보장(進步章)   

## 같이 보기
- 대한민국의 훈장･포장･표창
- 대한민국의 포장
- 대한민국의 표창